# Sean Albertson
Sean Albertson (* 29. Oktober 1968 in New York City) ist ein US-amerikanischer Filmeditor und Filmproduzent.

## Leben
Sean Albertson wuchs in New York City als Sohn des Musikers, Kochs und Filmeditors Eric Albertson und einer Produktionsleiterin auf. Bereits als Teenager trat er in Theaterstücken  und in Komparsenrollen in Filmen wie Kramer gegen Kramer auf. Parallel war er als Sänger und Schlagzeuger in mehreren Bands aktiv.
Ab Mitte der 1980er Jahre war Albertson als Schnittassistent tätig. Sam O’Steen engagierte ihn als Schnittassistent für Filmproduktionen wie Mike Nichols’ Drama In Sachen Henry, Alan J. Pakulas Mystery-Thriller Gewagtes Spiel oder den ebenfalls unter der Regie von Mike Nichols entstandenen Horrorfilm Wolf – Das Tier im Manne. Seit 1988 fungierte Albertson auch als eigenständiger Filmeditor. Zu Beginn seiner Karriere schnitt er vor allem Fernsehproduktionen wie Fernsehfilme oder die Fernsehserie Night Stand. 2006 schnitt er nach Empfehlung von Don Zimmerman für Sylvester Stallone den Boxerfilm Rocky Balboa. Es folgten weitere Zusammenarbeiten mit Stallone an Filmen wie John Rambo (2007), The Expendables 3 (2014) und Escape Plan 3: The Extractors (2019). Sein Schaffen als eigenständiger Filmeditor umfasst rund 50 Produktionen für Film und Fernsehen.
Albertson ist Mitglied der American Cinema Editors.
Er war mit der als Post-Production Supervisor tätigen Virginia Landis Albertson verheiratet; die Ehe wurde geschieden. Albertson hat fünf Kinder.

## Filmografie (Auswahl)
Schnitt
- 1988: Im Dschungel der Großstadt (Alone in the Neon Jungle, Fernsehfilm)
- 1988: April Morning (Fernsehfilm)
- 1988: Open Admissions (Fernsehfilm)
- 1995–1996: Night Stand (Fernsehserie, 17 Episoden)
- 1996: Shoot the Moon
- 1997: Verdammt, ich will dich (Still Breathing)
- 1998: Skidmarks – Blutspuren (Johnny Skidmarks)
- 1998: Archibald the Rainbow Painter
- 1999: Kill the Man – Vom Kopiertrottel zum Millionär (Kill the Man)
- 1999: Last Man on Planet Earth (Fernsehfilm)
- 1999: Ein hoffnungsvoller Nachwuchskiller (Angel’s Dance)
- 1999: Trash
- 2000: Clean and Narrow
- 2000: Ropewalk
- 2000: The Chippendales Murder (Fernsehfilm)
- 2001: Beer Money (Fernsehfilm)
- 2001: Charlie und das Rentier (Prancer Returns)
- 2002: Saint Sinner (Fernsehfilm)
- 2002: Bedford Springs
- 2004: The Last Ride (Fernsehfilm)
- 2004–2005: North Shore (Fernsehserie, 6 Episoden)
- 2006: Rocky Balboa
- 2006–2007: Cold Case – Kein Opfer ist je vergessen (Cold Case, Fernsehserie, 4 Episoden)
- 2008: John Rambo (Rambo)
- 2008–2009: Heroes: The Recruit (Miniserie, 6 Episoden)
- 2009: Heroes: Nowhere Man (Miniserie, 5 Episoden)
- 2010–2012: Vampire Diaries (The Vampire Diaries, Fernsehserie, 12 Episoden)
- 2011: Warrior
- 2012: Freelancers
- 2013: Killing Season
- 2014: The Expendables 3
- 2014: Against the Sun
- 2015: Sons of Liberty (Miniserie, 2 Episoden)
- 2015: Childhood’s End (Miniserie, 3 Episoden)
- 2016: Versus
- 2016: Die wahren Memoiren eines internationalen Killers (True Memoirs of an International Assassin)
- 2017: Beyond Skyline
- 2018: Wahrheit oder Pflicht (Truth or Dare)
- 2018: Buffalo Boys
- 2019: Escape Plan 3: The Extractors (Escape Plan: The Extractors)
- 2020: Fantasy Island
- 2020: Lovecraft Country (Fernsehserie, 1 Episode)
- 2021: Are You Afraid of the Dark? (Fernsehserie, 2 Episoden)
- 2021: American Underdog
- 2024: Imaginary

Produktion
- 2008: The Weaponry of Rambo (Dokumentarkurzfilm)
- 2008: The Art of War: Completing Rambo (Dokumentarkurzfilm)
- 2008: It′s a Long Road: Resurrection of an Icon (Dokumentarkurzfilm)
- 2008: A Score to Settle: The Music of Rambo (Dokumentarkurzfilm)
- 2015: Goliath (Kurzfilm)
- 2020: Risen: The Story of Chron 'Hell Razah' Smith (Dokumentarfilm)
- 2020: Infamous Six

Schauspieler
- 1979: …and Your Name is Jonah (Fernsehfilm)
- 1979: Kramer gegen Kramer (Kramer vs. Kramer)
- 2021: American Underdog